# 卡代站
卡代站（法語：Cadet）是巴黎地鐵的一個車站，站名來自於卡代路，其得名于雅克·卡代（Jacques Jacques）和让·卡代（Jean Jacques）。卡代站開通於1910年11月5日，是巴黎地鐵7號線的車站。卡代站以其經典的艾克特·吉瑪式入口而著稱。

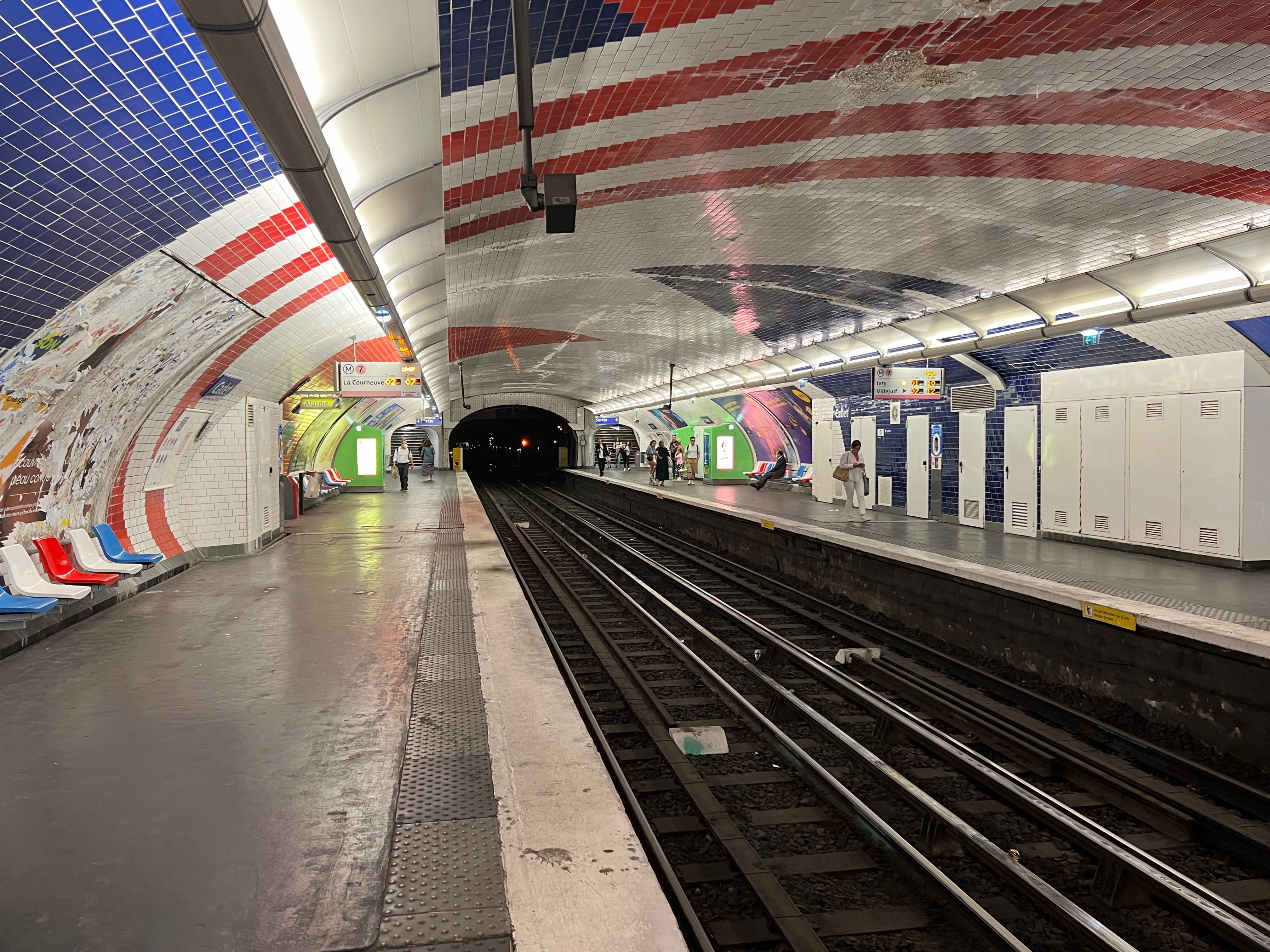
月台（2022年6月）

## 車站結構
| 街道      |                    |                                               |
| B1        | 連接層             |                                               |
| 7號線月台 | 側式月台，右側開門 | 側式月台，右側開門                            |
| 7號線月台 | 南行               | 往猶太城-路易·阿拉貢/伊夫里市政厅（勒佩勒捷） |
| 7號線月台 | 北行               | 往拉库尔讷沃-1945年5月8日（魚船）             |
| 7號線月台 | 側式月台，右側開門 |                                               |